# NGC 6508
NGC 6508 је елиптична галаксија у сазвежђу Змај која се налази на NGC листи објеката дубоког неба.
Деклинација објекта је + 72° 1' 18" а ректасцензија 17h 49m 46,3s. Привидна величина (магнитуда) објекта NGC 6508 износи 13,3 а фотографска магнитуда 14,3. NGC 6508 је још познат и под ознакама UGC 11023, MCG 12-17-10, CGCG 340-21, NPM1G +72.0174, PGC 60938.